# Testacella maugei
Testacella maugei is een slakkensoort uit de familie van de Testacellidae. De wetenschappelijke naam van de soort werd voor het eerst geldig gepubliceerd in 1819 door André Étienne d'Audebert de Férussac. Vanwege hun rudimentaire behuizing worden ze gerekend tot de "halfnaaktslakken".

## Beschrijving
De schelp is erg klein en zit als een rudiment op het puntje van de staart van het dier. In de eerste juveniele stadia kan het dier zich nog terugtrekken in de behuizing. Dan blijft de groei van de schelp achter bij de groei van het zachte lichaam en wordt het volwassen dier een "naaktslak" die zich niet meer in de schelp kan terugtrekken. De schelp is langwerpig en bijna evenwijdig aan de zijkanten. Het meet 12 tot 16 mm lang en 6 tot 7 mm breed. Het heeft een geelbruine kleur en vertoont duidelijke groeistrepen. Het zachte lichaam is bruin, gevlekt met zwart bovenop en gerimpeld. In het volwassen stadium is hij ongeveer 6 tot 10 cm lang en ongeveer 1 cm dik. De zool en zoom van de voet zijn iets lichter, vaak lichtroze of lichtoranje. Ongeveer 5 mm van de mantel, nabij het achterste uiteinde begint aan beide zijden een groef (zijgroef).

## Verspreiding en levensstijl
Deze soort komt het liefst voor in gecultiveerd land, bij voorkeur in tuinen en parken. Net als de andere soorten rugzakslakken voedt hij zich met regenwormen. De slak is een nachtdier en verschuilt zich overdag in holen en onder stenen. Het verspreidingsgebied strekt zich uit van Noord-Marokko over het westelijke Iberisch Schiereiland, West-Frankrijk (Bretagne), de Kanaaleilanden tot het zuiden van de Britse Eilanden. Het komt ook voor op Madeira en de Azoren.